# 張琦 (永樂進士)
張琦（14世紀—15世紀），字淑潤，山西太原府盂縣人，明朝政治人物。

## 生平
張琦是永樂十八年（1420年）舉人，二十二年（1424年）成進士，獲授湖廣道監察御史，清理當地刑獄；轉任交趾道監察御史出按越南，彈劾多名官員，三年後還朝，上奏越南所見便利事稱旨。之後他改任山東道御史，剛直敢言又能持大體，曾說：「御史雖然負責糾察，但如果推求細故，羅織無辜，就不是朝廷設官的本意。」外任江西按察司僉事，擢官工部右侍郎，改左副都御史到江南審錄，船隻到達河西時患病，朝廷命令他歸鄉就醫，死後獲賜祭葬。